# Athetis praetexta
Athetis praetexta là một loài bướm đêm trong họ Noctuidae.